# 竹槍

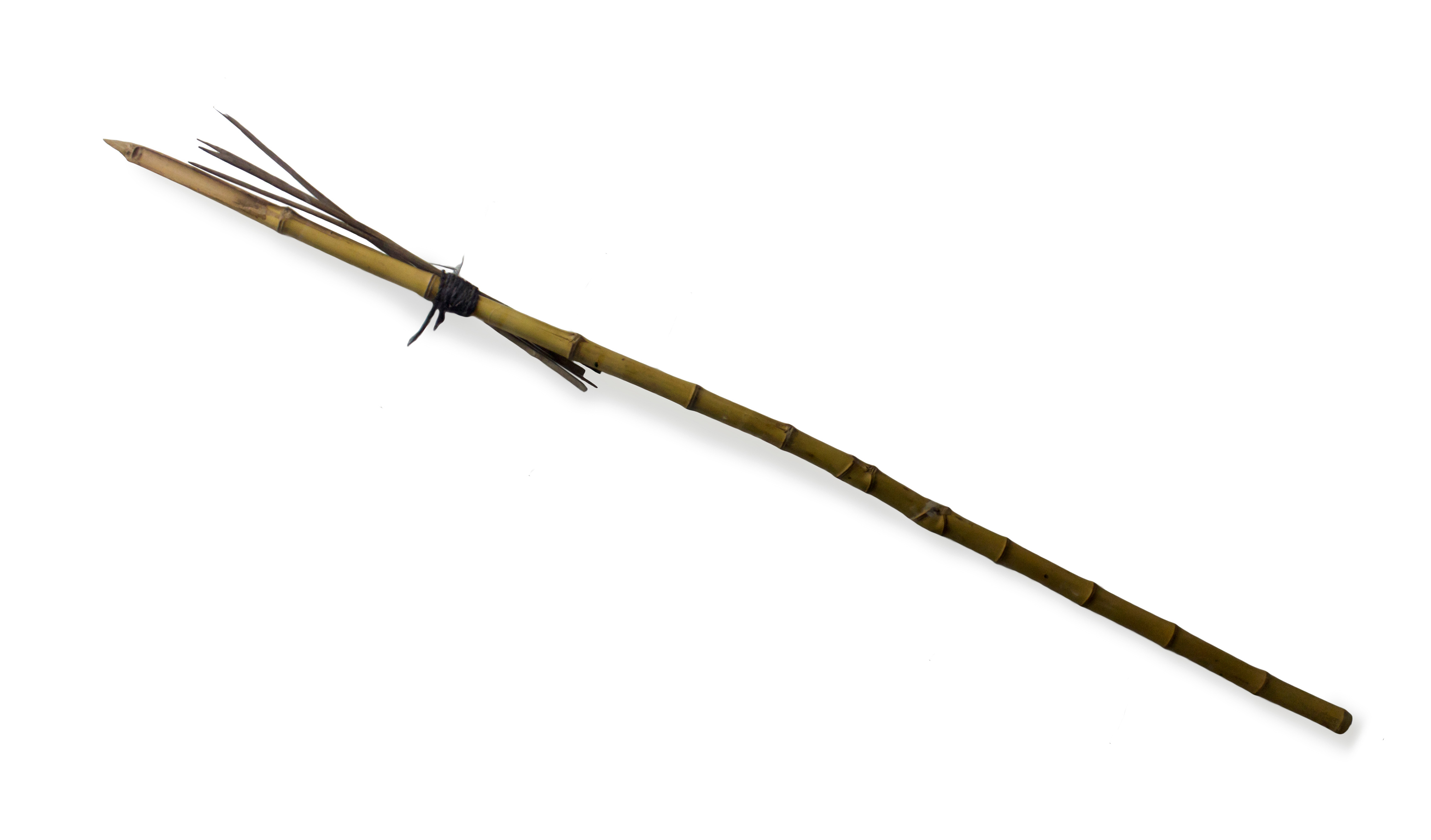
インドネシア独立戦争で使用された竹槍（インドネシア、ジョグジャカルタ市のヨグヤ・ケンバリ独立記念館所蔵）。

竹槍（たけやり）とは竹を加工して製造された槍状の簡易武器である。

## 概要

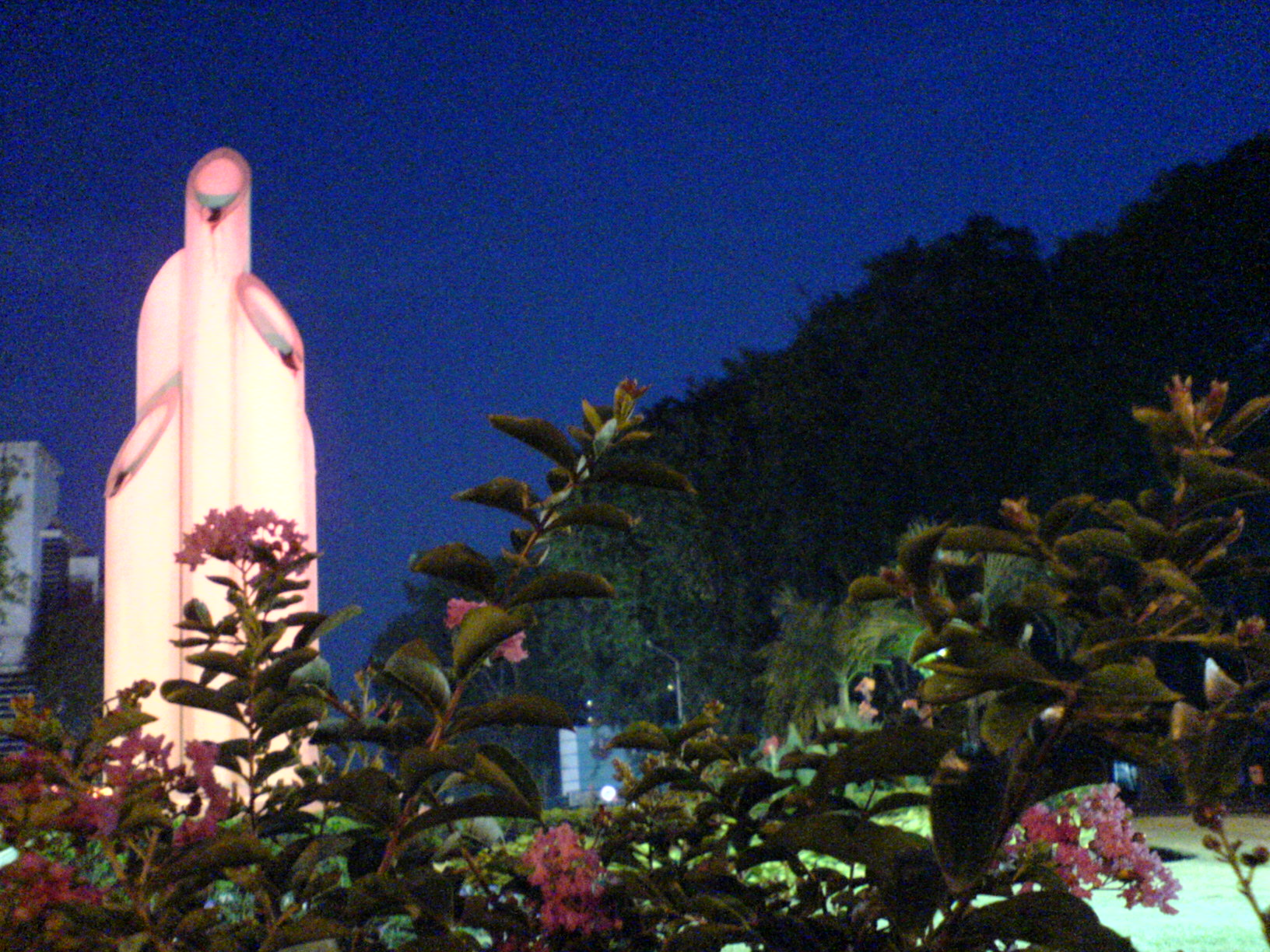
「スラバヤの戦い」を記念する「竹槍記念碑」（スラバヤ市）。

竹槍は、竹を柄にして先端に槍の穂先を結び付けた物と、竹を削って先をとがらせたものの2種類がある。
竹のみで作られた竹槍は、竹を適当な長さに切った上で、先端部を斜めに切断した、あるいはその円周の一部だけを尖らせたもので、更に火で炙るなどして硬化処理を施した簡易の武器であるが、竹が熱帯から亜熱帯・温帯・亜寒帯に掛け広い範囲に自生しているため、この竹自生地域ではほとんどタダ同然で入手できる武器である。ただしその威力は一度使用すれば貫通力が鈍る使い捨て程度で、こちらも「簡易」と呼ぶに相応しいものとなっている。
使用される竹は該当地域に自生するものに限られるため、その太さはまちまちである。しかし竹が垂直方向に繊維が揃っていて丈夫で、かつ中空であるため軽量、加えて使い捨てとはいえ白兵戦・近接戦闘においては十分な殺傷能力を持っていたことから、広い範囲で様々な形で利用されていたと考えられる。
なお武器の性質としては竿状武器（ポールウェポン）となるが、その多くでは入手しやすいこと（＝量産しやすいこと）から集団で利用するためにも便利が良く、これによって対象を相手の武器や牙・爪の間合いの外から取り囲んで、突いたり叩いたりして対象を攻撃するのに向いていた。
太平洋戦争中の大日本帝国陸軍では制式兵器として竹槍を採用していた。また、ベトナム戦争における南ベトナム解放民族戦線など、近代のゲリラ戦でも活用された。インドネシア独立戦争でも使用され、そのため独立を達成するまでの勇気と犠牲を象徴するものとされ、戦争記念碑などのモチーフとされている。

## 歴史
その起源は古く、竹林が自生する地域では鉄器文明以前から使用されていたとも言われているが、記録がない有史以前でもあり、材質的にも遺物として残りにくいため、詳細は不明である。

### 日本
日本では戦国時代にはすでに使用されていた記録があるが、当時は純粋な竹製のものだけでなく、(鋼鉄製の穂先を備えていたとしても) 柄が竹製であればいずれも竹槍と呼称していた ので注意が必要である。明智光秀も落ち武者狩りをしていた土地の農民らの竹槍に掛かり果てたとされる 一方で、錆びた鑓との異説もあるのもこのためである。
江戸時代の百姓一揆による強訴は、支配層の武力転覆を狙ったものではなく、騒擾を起こすことによって責任問題を恐れる藩や代官に要求をのませようとする性格の行動であったため、農民としての身分を表す農具が使用された。狩猟用具であった鉄砲や竹槍を持ち出すことはあったものの、攻撃のために使用することはほとんどなかった。青木虹二が江戸時代に発生した一揆3710件を調査した中で、竹槍で役人を殺害した事例は一例しか存在しない。
近代以後も、民衆の暴動に際しては竹槍が活躍した。明治初年、農民は新政府の政策に反対する新政反対一揆の中で竹槍を頻繁に使用するようになった。地租改正反対一揆を諷した「竹槍でドンと突き出す二分五厘」と言う川柳は著名である。明治6年（1872年）の筑前竹槍一揆で使用された竹槍は現在も福岡市博物館に現存している。これらの一揆は明治十年代には沈静化し、自由民権運動が活発化すると、民権運動家から百姓一揆は古い型の運動であると否定的に見られるようになり、竹槍はその象徴として「竹槍筵旗」（ちくそうせっき、たけやりむしろばた）という言葉で表現されるようになった。
明治31年(1898年)2月5日には衆議院議員選挙において、選挙人が刀剣や銃器・棍棒・竹槍を携帯することを禁じた決議が枢密院で行われている。その後も1918年米騒動や小作争議、労働争議、外地における反日蜂起などで竹槍が用いられた。例えば1931年から1932年にかけて起こった栃木県阿久津村の小作争議（阿久津村事件）においては、猟銃や竹槍などで武装した労農大衆党員が、地主と結託して農民を弾圧した愛国主義政党・大日本生産党の演説会事務所を襲撃する事件が1932年春にあり、死者4名・重傷者10名を出し、最終的に死者は5名となり、109人が殺人罪で起訴・35人が実刑判決を受けている。東京市は東京市民の飲用水のために大宮・浦和町（いずれも現さいたま市）にある見沼を貯水池として中禅寺湖の3倍の規模にまで拡大する計画を1934年に発表したが、これに対する反対運動が激化した際、東京日日新聞は「竹槍席旗化しはせぬかと気づかわれている」と評している、この計画は最終的に1939年に撤回されている。
十五年戦争中の大日本帝国陸軍においては、竹槍が兵器として使用された。まず、日中戦争の勃発当初においては、輜重・兵站などの後方部隊における補助兵器として竹槍が配分された。その後、太平洋戦争中の1942年には大日本帝国陸軍の「制式兵器」（軍から兵士に配備される正規の兵器）として正式に竹槍が採用され、前線の兵士に竹槍が配備された。銃後の国民においても、1943年には陸軍が策定した「竹槍術」のマニュアルが配布され、学生や主婦など民間人の間で竹槍の製造と訓練が行われた。さらに1945年には竹槍は本土決戦に備えた「決戦兵器」と位置付けられ、国民義勇隊の主要装備のひとつとされた。また、軍では「制式兵器」としてだけではなく「自活兵器」（窮乏した兵士がありあわせの物から自作した兵器）としても採用され、使用する兵器に欠く陸海軍部隊が自作して小銃の代わりに装備した例が多見される。明治以前に一揆などで使用されていた物は長さが通常の槍と同じく3メートルから4メートルと長かったが、大日本帝国陸軍の制式兵器として規格化された竹槍は子供用が150センチほど、大人用が170～200センチほどだった。直径は3～5センチである。実態としては槍というよりも銃剣の代用品であり、行われた訓練（竹槍術）は銃剣術と同じだった。
戦後では、昭和時代中期に新左翼過激派が鉄パイプや火炎瓶などとともに使用した例があり、例えば1971年の東峰十字路事件などで竹槍が使用された。

### 中国・台湾
中国・台湾でも昔から使用されていたようだ。明の時代には、日本刀で武装した倭寇に穂先を斬り落とされないように、枝葉の付いた青竹を竹槍の柄にする「狼筅」と言う武器が考案されている。
近代にいたっても、日本統治下となって日本軍による竹槍教練が始まる以前より使用されていたようだ。台湾において使用された例として、1930年に台湾原住民であるセデック族の民衆が日本人に対して蜂起した霧社事件において使用されたとの記録がある。
近代に入って中国の正規軍で竹槍を使用したという例は無く、むしろ毛沢東率いるゲリラ兵である八路軍の農民兵が拳銃で武装しているのに対し、これと対峙する日本軍は都市ごとに補給が分断されて武器がなくなり、正規軍なのに竹槍訓練をしていたという記録がある。

### インドネシア

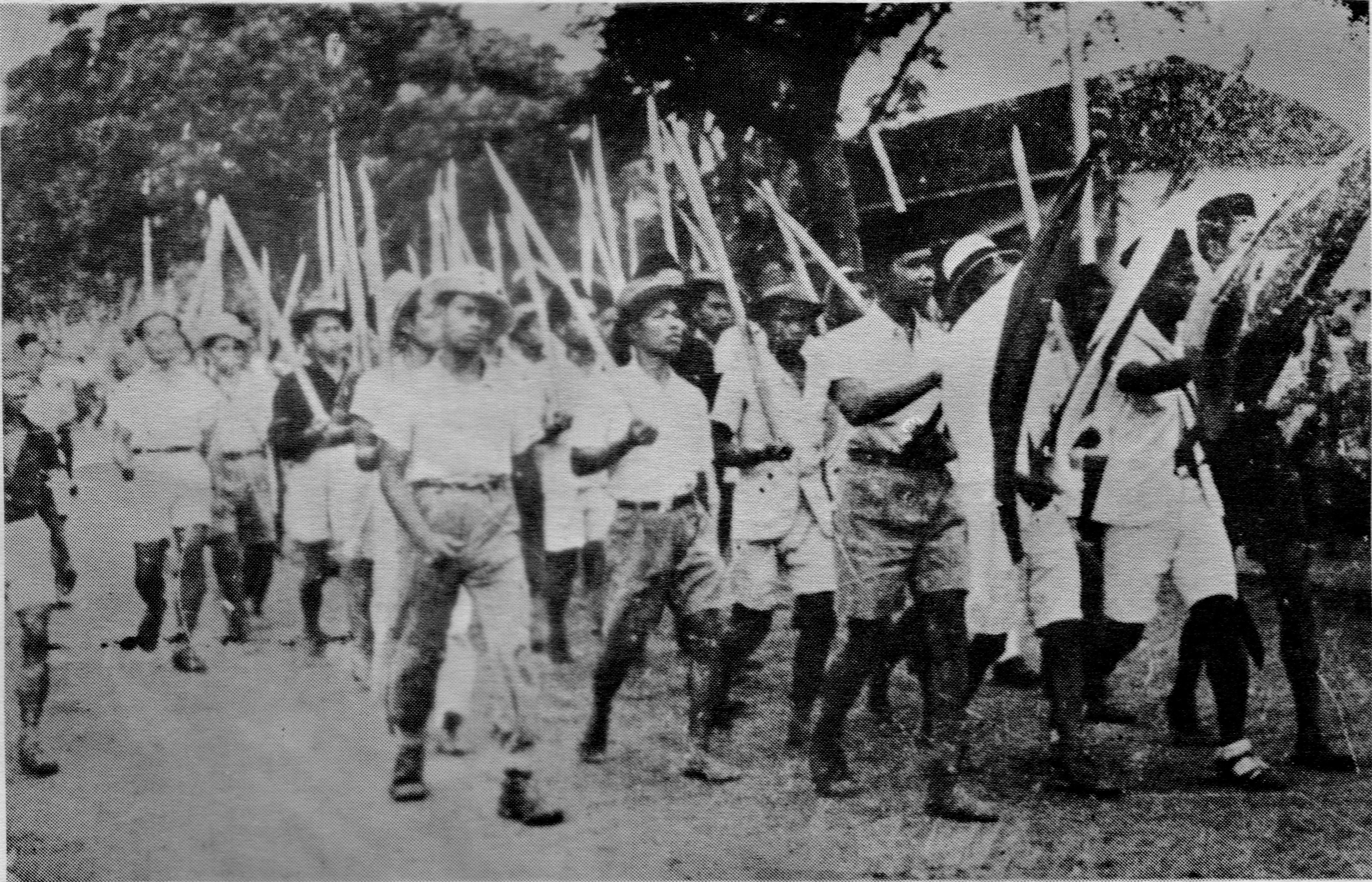
日本の敗戦（1945年8月）から連合軍のインドネシア進駐（1945年10月）までの期間に、日本軍に対して竹槍を持って蜂起した「青年団（ペムダ）」と呼ばれる青年民族主義者の集団（1945年）

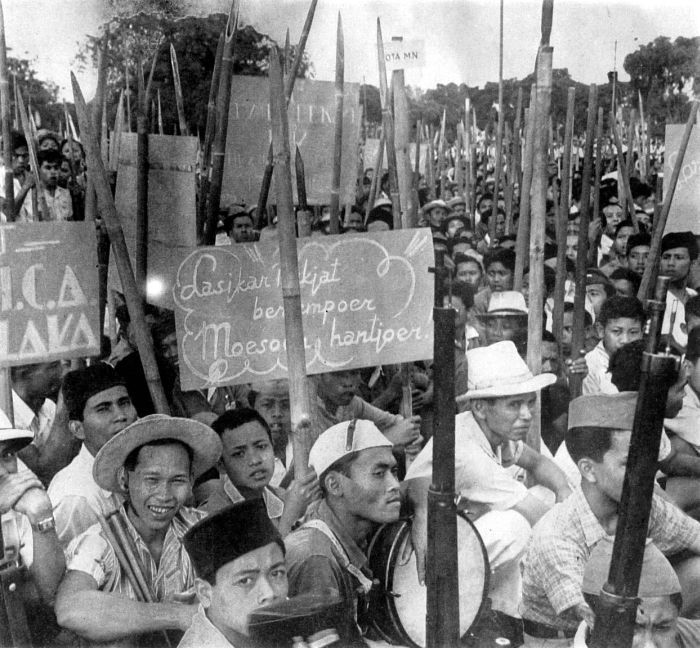
1945年10月よりインドネシアに進駐した連合軍（イギリス軍）、そして1946年より進駐したオランダ軍に対し、「青年団（ペムダ）」は日本軍から鹵獲した機関銃、小銃、そして竹槍を持って立ち向かった（1946年）

インドネシアでは、竹槍は「Bambu Runcing」と呼ばれる。日本軍が1942年に蘭印（現在のインドネシア）を占領した後、1943年10月より住民統制を目的とする隣組（インドネシア語でも「Tonarigumi」と言う）をジャワ島ほか各地に設置した日本の軍政当局によって竹槍術の教練が行われており、ポンティアナック事件（1943年、西カリマンタン州ポンティアナック市で大日本帝国海軍が住民を虐殺した事件）の後にダヤク族が竹槍で蜂起したり、またシンガパルナ事件（1944年、タシクマラヤ県シンガパルナ村で農民が武装蜂起した事件）では「反乱の恐れあり」として農民をスパイしていた日本の憲兵を人質に取りながら農民が軍政当局に対して竹槍で蜂起するなど、インドネシア各地で竹槍を掲げた反日武装蜂起がいくつも起こっていたが、しょせん竹槍では近代兵器で武装した大日本帝国陸海軍に敵うはずが無かった。しかし、インドネシア人が竹槍で占領軍に対して勝利を勝ち取るのは、インドネシア独立戦争においてである。(なお、「Tonarigumi」は住民の相互扶助・相互監視による軍政当局の負担軽減化を狙って日本軍政当局が設置したものだが、竹槍訓練・防火訓練などで住民を団結させ、その後の独立戦争でも大きな役目を果たしたことから、インドネシア共和国でも最小の行政単位である「Rukun Tetangga」および「Rukun Warga」としてほぼそのまま残っている)
まず、第二次大戦で日本軍が降伏した1945年8月15日から、連合国軍がインドネシアに上陸する9月-10月までの間、ラングーン協定により連合軍に武器を引き渡す義務を負った日本軍と、日本軍に対して連合軍の上陸前に武器の引き渡しを求めて竹槍などで武装したインドネシア青年団（pemuda、「若者」「青年」の意味。「青年民族主義者」とも訳される）と呼ばれるインドネシア人の独立運動過激派の若者集団との間で、各所で小競り合いが起こった。連合軍とインドネシア青年団の間で板挟みになった日本軍の対応は各部隊でまちまちで、スラバヤ（岩部重雄少将の指揮下）など日本軍がインドネシア人に協力的であった地域においては、青年団による武器の略奪を黙認する形で機関銃や竹槍などの旧日本軍の武器がインドネシア人にほぼ無血で引き渡されたが、バンドンやバタビア（馬淵少将の指揮下）、スマラン（城戸少将の指揮下）など、日本軍がインドネシア人に非協力的であった地域においては、蜂起した青年団が武器の引き渡しを求めて日本兵を襲い、日本軍自らがインドネシア人に教練した竹槍術によって多数の日本人がインドネシア人に殺傷されている。第16軍の宮本静雄参謀は日本軍の武装解除と射撃の原則禁止を通達していたため、無抵抗の日本兵が竹槍で虐殺された事件もいくつかあり、例えばバンドン近郊のブカシでは海軍第五警備隊の竹下大佐ら86名が住民に虐殺されている（軍政期のインドネシア人が麻袋のズボンを履かされた仕返しとして、ブカシの日本人は麻袋のズボンを履かされたうえで虐殺されたとのこと。英雄記念日（Hari Pahlawan）の「竹槍行進」が「独立戦争の苦難を追体験する」と言う意味合いがあったのと同じく、現在は独立記念日の面白アトラクションと化している「麻袋レース（id:balap karung）」も元々は「日本統治時代の苦難を追体験する」という意味合いがあった。なお、ブカシ市が日本軍や連合軍の圧政を竹槍で打ち払ったことを示すものとして、ブカシ市には日本軍に使役される労務者（ロームシャ、インドネシア語でもそのまま「romusa」と言う）のレリーフなどを伴った竹槍記念碑の「ブカシ人民闘争記念碑（Monumen Perjuangan Rakyat Di Bekasi）」も存在するが、2005年には日本兵が竹槍で惨殺された死体が放り込まれたブカシ川のほとりに、日本とインドネシアの平和と友好の記念碑である「Monumen Tepi Kali」が建設されるなど、現在は日本とブカシ市の関係は友好的である）。1946年1月よりジャワ島から旧日本兵の復員が始まるが、復員させてもらえずに降伏軍人軍属として連合軍に使役されたり、インドネシア独立戦争に参加したり、日本軍の武装解除による治安の空白化によって増えた強盗に殺害された例なども含め、1000人以上の日本人が終戦後のジャワで日本に帰る前に亡くなっている。そのうちかなりの数が竹槍で惨殺された。

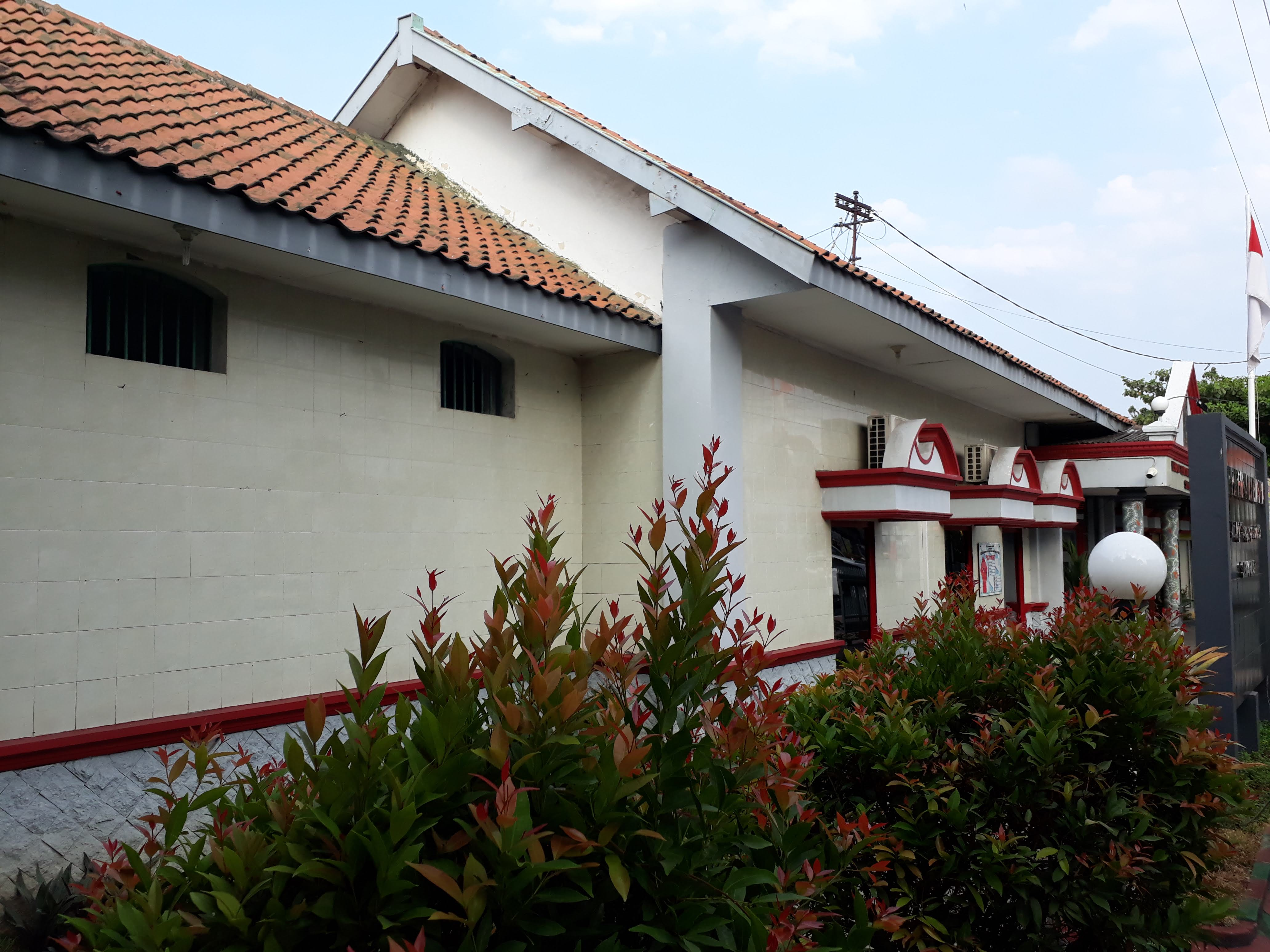
「5日戦争」（1945年）において、約130人の日本人が竹槍などで虐殺されたブル刑務所（インドネシア、スマラン市）。なお、虐殺された日本兵が『インドネシア独立万歳』と壁に血書した物がインドネシア人に感動を与え、記念に保存された、との説がネット上で流布しているが、真偽不明で、少なくとも特別に保存はされておらず、建物は現在もそのまま刑務所として使われている

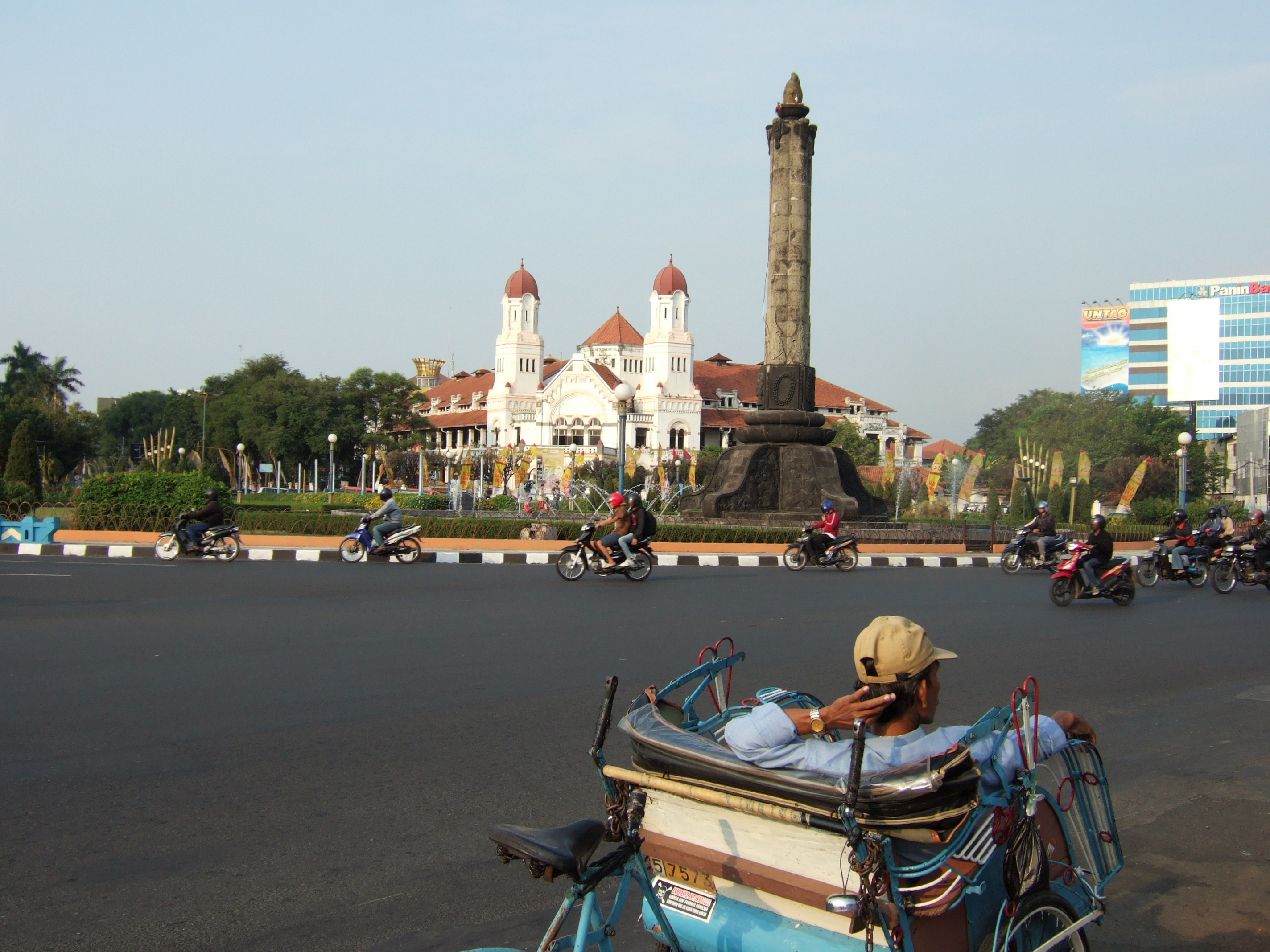
スマランの日本軍政当局と5日にわたって竹槍で戦った「5日戦争」を記念する「青年の碑（Tugu Muda）」（インドネシア、スマラン市）。「飢餓」「戦闘」「暴力」「犠牲」「勝利」を象徴するレリーフが刻まれた5本の竹槍が合体した蝋燭のような形をしている。その右下に見えるのが5本の「竹槍オブジェ」である

最も多数の日本人が竹槍で殺害された事で知られるスマラン市の「5日戦争」の例を挙げると、インドネシア側に協力的であった中部ジャワ防衛隊司令部の中村淳次少将が命令無視の廉で日本軍に逮捕され、シンガポールの南方軍司令部に更迭された後、代わってスマランを支配下に置いたスマラン駐屯軍の城戸少将と青年団の対立が激化し、緊張が高まる中で10月14日6時30分ごろより日本軍がプルサラ病院（現・Dr.カリアディ病院）の前で検問を開始。「日本軍が貯水池に毒を入れた」との不穏な噂が流れる中、18時00分ごろに日本軍が8人のインドネシア人警察官を武装解除した上で連行し拷問したためにさらに緊張が高まる。貯水池の調査をするためにシランダ貯水池に向かったプルサラ病院の院長であるDr.カリアディは、スマラン市のパンダナランで運転手とともに日本軍に銃撃され23時30分に死亡。一方青年団は10月14日にオランダ人2000人と日本兵約130人をブル刑務所に監禁。そして10月15日の未明3時30分より、現在の「青年の碑」（Tugu Muda）が立っている場所で城戸部隊と青年団の戦闘が開始された。青年団は「機関銃、小銃、竹槍など」 を用いて、スマラン憲兵隊が刑務所に突入する10月16日までにブル刑務所の日本人全員を虐殺。城戸部隊はその報復として、イギリスのグルカ兵がスマランに進駐する10月19日までに約2000人の青年団とインドネシア人民治安団（id:Badan Keamanan Rakyat、青年団を支援していた軍事組織、現在のインドネシア国軍の前身）を殺害した。10月19日に中部ジャワ州のウォンソヌゴロ知事の仲介によって城戸部隊とインドネシア人民治安軍（Tentara Keamanan Rakyat、人民治安団から改称）との間で交渉が行われ、また10月20日にはベテル准将が率いるイギリス軍によって日本軍の拘留と武装解除が行われ、10月20日にスマランの治安が回復された。城戸少将の判断の結果として最終的にスマラン在住の200名近い日本人が竹槍などで殺害される結果となったが、一方でブル刑務所に収容されていたオランダ人は全員無傷であり、城戸少将はスマランのオランダ人抑留者約3万人と武器を守り切った有能司令官として連合軍と南方軍の双方から称賛されたとのこと。インドネシアではこれを「Pertempuran Lima Hari」（5日戦争）と呼び、高校の教科書で習う。日本側ではこれを「スマラン事件」と呼び、「親日国であるインドネシア人が、アジア開放の為に共に戦った日本人を竹槍で殺傷するはずがない」と言う観点から、「スマラン事件は共産主義者が起こした」という説を唱える者もいるが、スマラン事件の現場には竹槍で日本軍に蜂起した青年団を称えるための「青年の碑」が現在立っており、鹵獲した銃剣付き三八式歩兵銃と竹槍を用いて九〇式鉄帽を被った日本兵を刺突する場面のレリーフも土台に掘られていることから、少なくともスマラン市側はそのようには認識していない。（なお、スマラン事件の犠牲となった日本人188名の慰霊碑が1998年にスマラン市当局の協力で西バンジルカナル川のほとりに建設され、「5日戦争の発端として日本軍に殺害された」と現地教科書にも載っているDr.カリアディを記念したDr.カリアディ病院と北海道大学が協定を結ぶなど、現在は日本とスマラン市当局との関係は友好的である。）

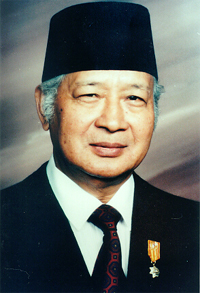
1949年3月1日、1500名の竹槍部隊を率いてオランダよりジョグジャカルタを奪回したスハルト中佐。後にインドネシア共和国の第2代大統領として30年にわたる経済成長を導く、不敗の「スハルト神話」がここから始まった

その後、日本軍から鹵獲した機関銃や竹槍などで武装したインドネシア民兵は、連合国軍の一員としてインドネシアに進駐したイギリス軍と戦った。特に、連合軍とインドネシア民兵との間でスラバヤ市において1945年11月10日より行われた「スラバヤの戦い」は、竹槍などで武装したインドネシア民兵側に多大な犠牲を出しながらもインドネシア独立戦争の端緒となった。そのためスラバヤ市には、連合軍に竹槍で立ち向かった英雄たちを記念する「竹槍記念碑（Monumen Bambu Runcing）」が建てられている。また、同じくインドネシア独立戦争の激戦地となったジョグジャカルタ市において、1949年3月1日のジョグジャカルタ奪還作戦（Serangan Oemoem）でスハルト中佐に率いられた1500人の竹槍部隊の奮闘ぶりは、オランダの「カラス作戦」によって壊滅したと思われていたインドネシア共和国軍の健在ぶりを世界に知らしめ、国連の圧力もあって1949年6月についにオランダがジョグジャカルタより撤退するに至ったことでも、またその後の「スハルト神話」の形成に一役買ったことでも知られており、ジョグジャカルタ市の奪還と独立戦争の闘士を記念するヨグヤ・ケンバリ記念館（ジョグジャカルタの小学生は遠足で必ず行く）にも、独立戦争で使われた竹槍が展示されている。
竹槍戦線（id:Barisan Bambu Runcing、インドネシア独立を求めて1945年11月に設立されたラシュカ（Lasykar、イスラム系民兵組織）の一つ）の指導者であるK. H. Subchi（「竹槍将軍（Jenderal Bambu Runcing）」の異名を持つ）は、日本占領期より竹槍をインドネシアのナショナリズムの象徴としていた人物として知られ、Subchiの故郷であるテマングン県パラカン市にはTAMAN BAMBU RUNCING（竹槍公園）が建設されている。また、パラカン市のアルバロカモスク（Masjid Al Barokah di Parakan）は、竹槍戦線を記念して竹槍をイメージしたモスクである。

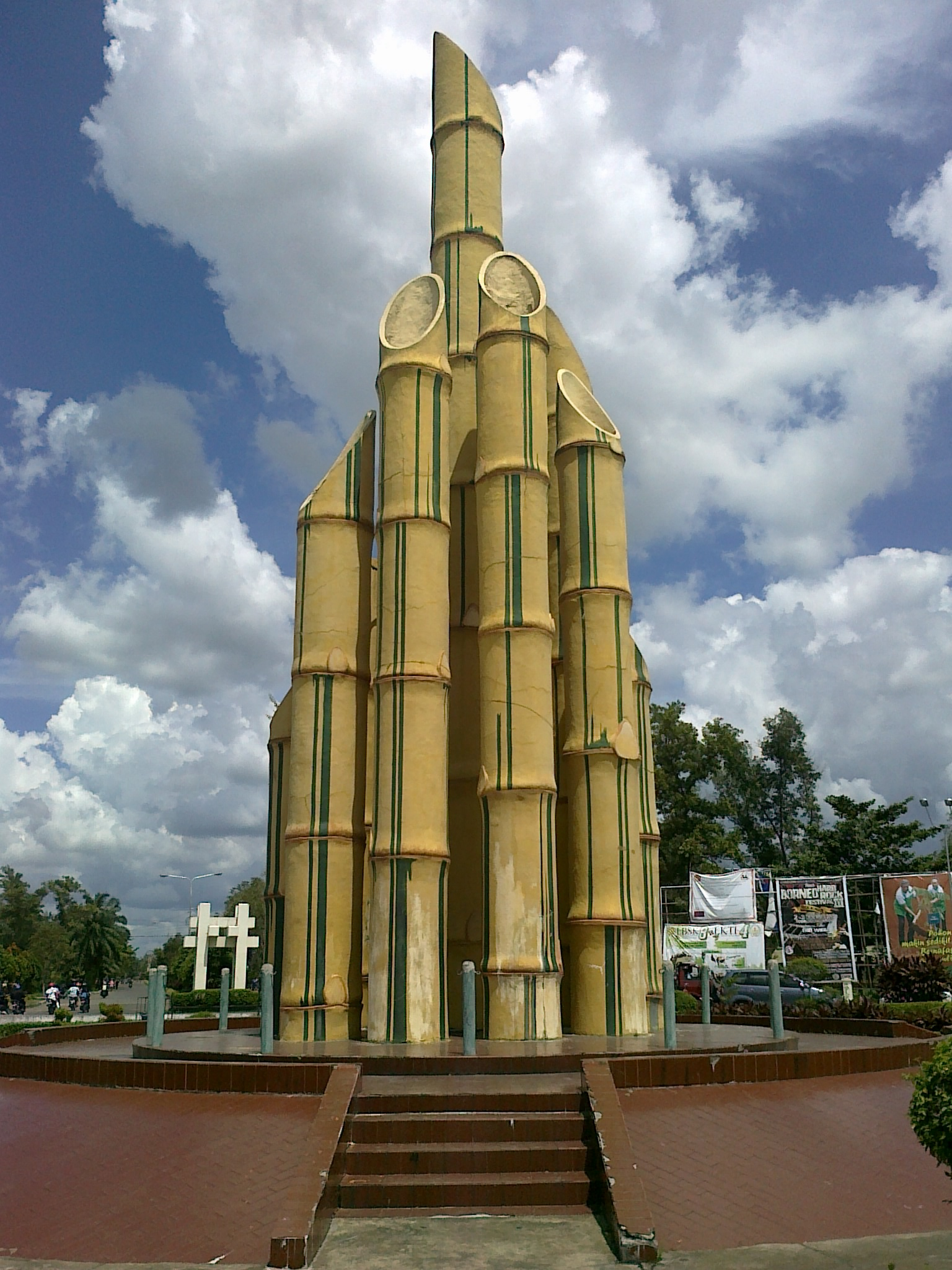
ポンティアナック事件（1943年）で大日本帝国海軍に虐殺された5人を含む、植民地支配に抵抗したサレカット・イスラムの英雄11人を記念するために建設されたディグリス記念碑（インドネシア、ポンティアナック市）。なお、以前は紅白にペイントされており、通称「口紅」と呼ばれる珍スポットだった

独立後のインドネシアにおける竹槍は、鹵獲した武器の量が十分でないために竹槍で戦わざるを得なかった独立戦争の初期の苦難や、オランダ・日本・そして連合国に対して竹槍を持って蜂起した市井の民衆の勇気を象徴するものとされ、スハルト時代以後の経済成長期には竹槍を記念したモニュメントが各地に設立された。なお、公共建築として大きな竹槍がインドネシア各地に乱雑に建設されている一面もあり、植民地支配に抵抗したポンティアナック市のサレカット・イスラムの英雄11人（ポンティアナック事件の犠牲となった3人を含む）を記念するために1987年に建設されたディグリス記念碑は、1995年に紅白の塗装に変更されたため、市民から「口紅」と呼ばれていた（2006年に竹のペイントに塗装し直された）。
21世紀のインドネシアにおいては、ほとんどのインドネシア人にとって竹槍は単なる「歴史」であるため、竹槍記念碑にwi-fiスポットを設置したり、台座に上って竹槍を掲げた独立戦争の英雄とツーショット写真を撮ってSNSにアップしたり、落書きされている記念碑も多い。戦後70年以上を経て、「竹槍で独立を勝ち取った」という戦争の記憶が忘れ去られつつある一方で、従来の「竹槍で独立を勝ち取った」という史観ともまた違った、新しい視点から見直そうとするクリエーターも育っており、建国の英雄スギヤプラナタ司教を主人公とした『スギヤ』（Soegija、ガリン・ヌグロホ監督、2012年。スマラン事件を下敷きにしながら、従来のような激しい戦闘場面のある戦争映画ではなく、戦争の背後にある普遍的な人間性を描き、高い評価を受けた。日本軍と青年団の間で板挟みになって命を落とす日本兵を鈴木伸幸が好演した）、「スラバヤの戦い」をテーマとしたアニメ『Battle of Surabaya』(アリャント・ユニアワン監督、2015年。連合軍と結んでインドネシア独立を阻止しようとする忍者軍団をヒロインがいつもの竹槍ではなく忍者刀でうちたおす）、などが制作されている。
21世紀のインドネシアにおいては、「竹槍精神」（semangat bambu runcing）は「チャレンジ精神」「ベンチャー精神」などと同じ意味で使われており、トコペディア（2009年に設立されたインドネシアの電子商取引大手。2014年にソフトバンクグループに入った）の創設者であるウィリアム・タヌウィジャヤも「竹槍精神」によって起業し、インドネシアの代表として稚拙な英語力ながら国外の投資家の投資を得た、と2017年に語っている。2010年代のインドネシアを代表するIT起業家であるウィリアムは、「デジタル時代の竹槍精神」として「勇気」「粘り強さ（失敗を恐れずに事業を継続する）」「希望（独立の英雄のように崇高な目標を持つ）」を挙げており、「この3つの精神をもって正しい努力をすれば、君も夢を実現できる」としている。トコペディアはその竹槍精神によって、2011年にインドネシアに進出したグローバル資本の電子商取引大手である楽天（楽天市場、Rakuten BELANJA）を2016年にはインドネシアから撤退に追い込んだ。
21世紀のインドネシアにおいては、竹槍術は伝統武道のようなものになっており、たまにイベントなどで竹槍訓練が行われることがある。2018年2月15日、西ジャワ州ガルト県Selaawi市において子供たち630人による竹槍演舞が行われ、RECORD HOLDERS REPUBLIC(RHR、イギリスの世界記録認定機関)によって竹槍演舞の世界記録に認定された。

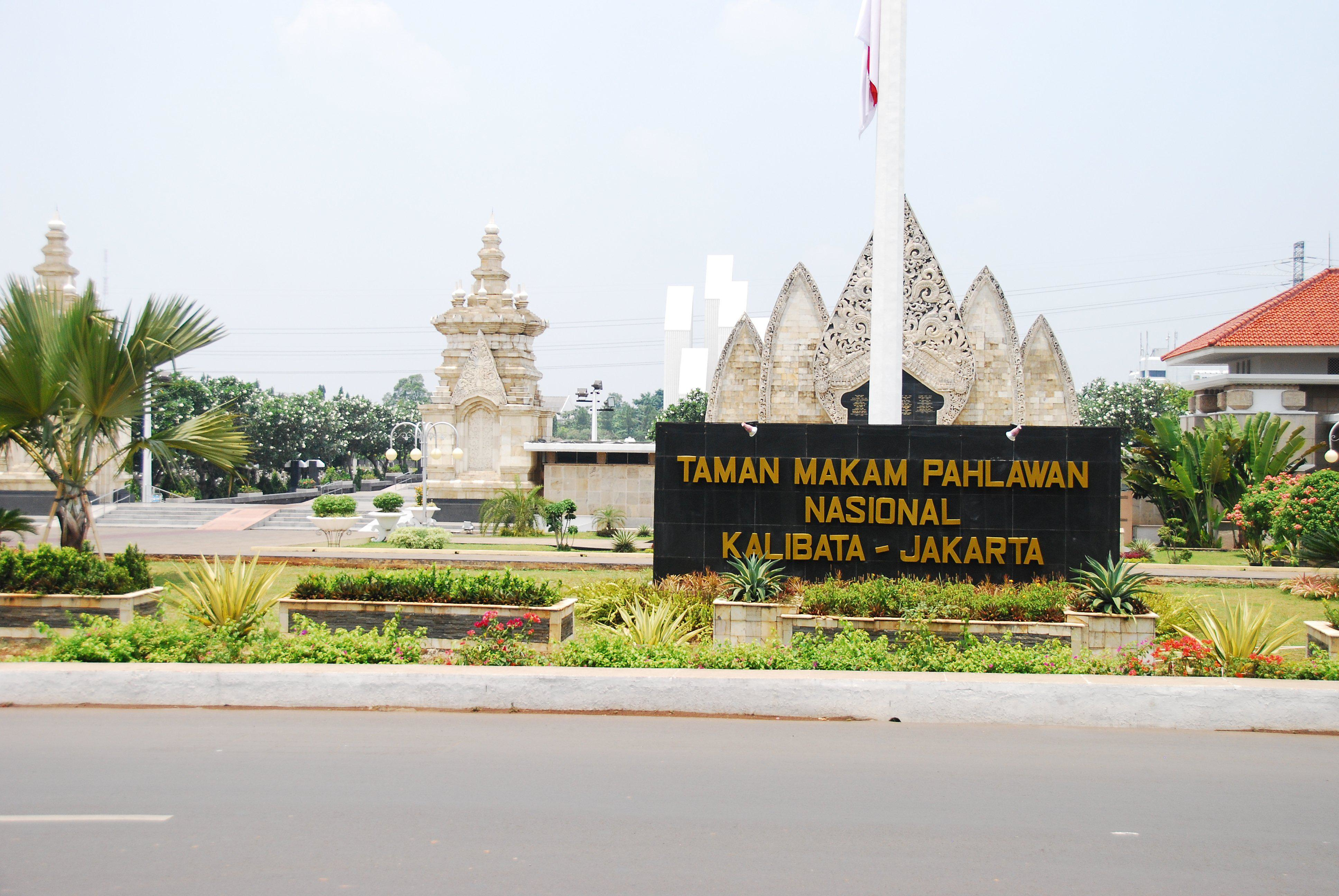
カリバタ英雄墓地。2023年現在、インドネシア独立戦争に参加した元日本兵等の日本人28柱を含む、約9,700柱の英雄が埋葬されている。写真中央奥にあるのが5本の竹槍をイメージした「中央慰霊碑」である

なお、インドネシア各地の独立戦争記念碑の前には、独立戦争の歴史を絵と文字で記したレリーフが設置されていることがあり、ブカシ市やスマラン市など、圧制を敷いた日本兵を住民が竹槍で殺傷した歴史がある都市では竹槍記念碑の前にその通りのレリーフがある。ただし、日本兵の中には現地住民に英雄として称えられている人もおり、必ずしも全ての日本兵が竹槍記念碑の前で労務者に暴虐を振ったり青年団に竹槍で殺傷されているというイメージでは無い。特に、バリ州バドゥン県Mengwi郡Penarungan村でインドネシア人とともに独立戦争を戦った松井兵曹長・荒木兵曹の像は、竹槍記念碑の前によくあるレリーフの日本兵とは打って変わって温厚な顔をしており、その人柄を偲ばせるものとなっている。インドネシア人とともに竹槍で連合国と戦ったインドネシア残留日本兵は、日本側からは長い間、日本軍を脱走してインドネシア共和国軍に参加した「脱走兵」とみなされていたが、1995年8月に在インドネシア日本国大使館で表彰されたことをもって名誉を回復し、また2023年6月には松井兵曹長・荒木兵曹を含めて28人の日本人が眠るカリバタ英雄墓地を天皇・皇后が訪問し、5本の竹槍の形をイメージした中央慰霊碑に供花した。

### ベトナム

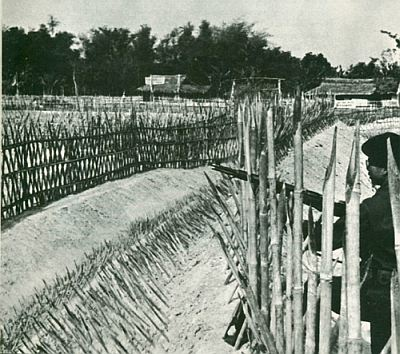
南ベトナムの戦略村（1964年）

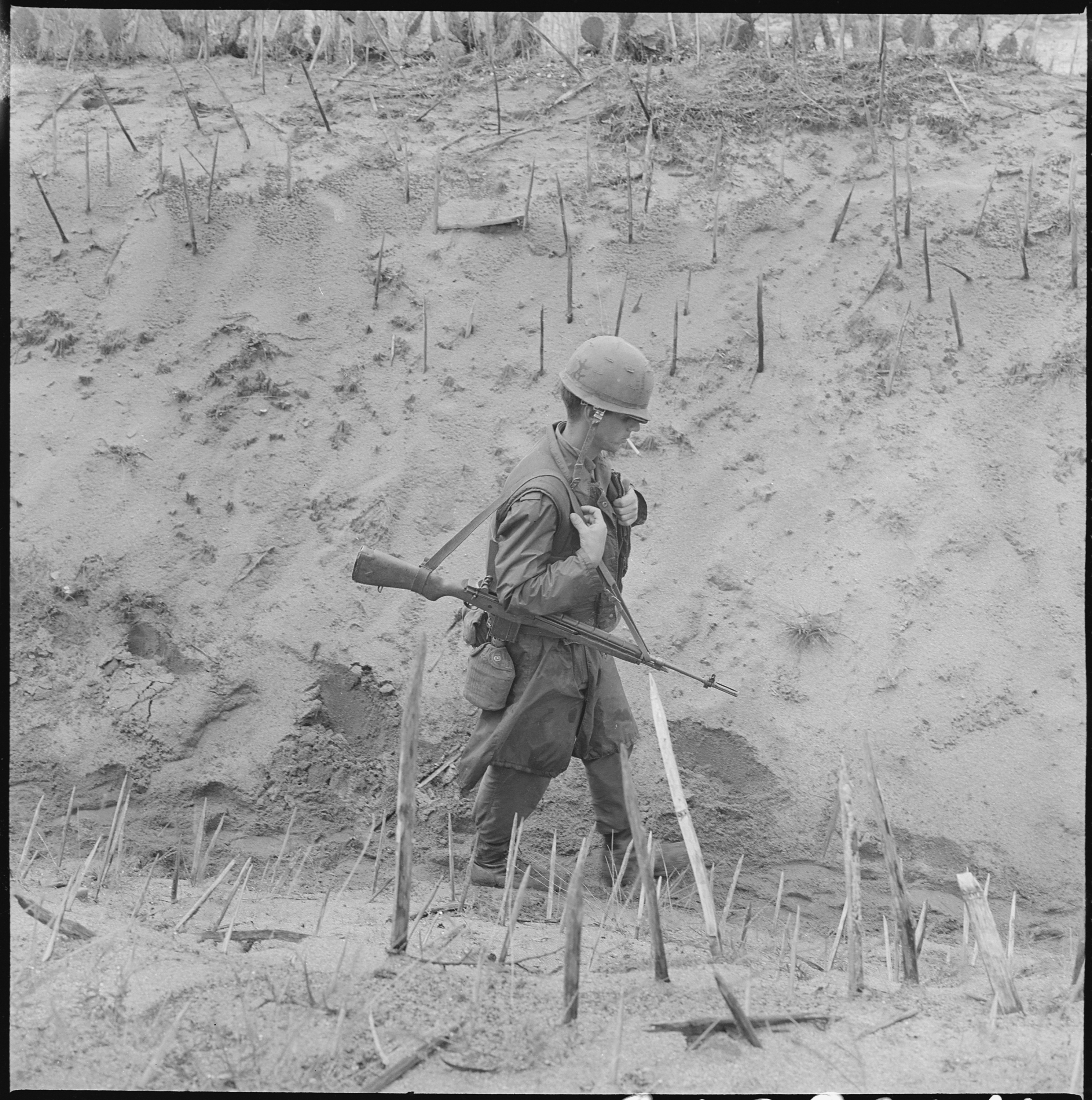
ベトナム戦争で使われたパンジ・スティックの合間を歩くアメリカ兵（1966年）

第一次インドシナ戦争（1946年 - 1954年）では竹槍は使用されなかった。
ベトナム戦争中のベトナムでは有刺鉄線の代わりとして竹槍が多用された。例として、ベトナム共和国（南ベトナム）政府がアメリカの指導の下で建設した戦略村は、南ベトナム政府軍支配下地域の農民を竹槍のバリケードの中に築かれた「村」に移住させ、南ベトナム政府の「保護」と「財政支援」を与える、と言う物であった。これは農民に対して南ベトナム政府への忠誠心を育てると同時に、アメリカの傀儡である南ベトナム政府の打倒を掲げる南ベトナム解放民族戦線（ベトコン）から孤立させて関係を断つことを狙ったものだが、農民を強制移住・強制収容するやり方は、かえって農民の反発を呼んだ。
また、ベトコンがゲリラ戦用の無音武器やブービートラップ（仕掛け罠）として竹槍を使用しており、特に「パンジ・スティック（乱杭）」が多用された。落とし穴を掘ってその底に竹槍を設置する（狼穽）ことも多く、足または下肢のみにダメージを与える物が主流であった 。狭い落とし穴の側面に、切っ先を下に向けて設置すると、救出が困難となって足止め効果が大きく、落ちた人を救助するまでの間、搬送の為に担架を担いだアメリカ兵は機動力が落ち、病院への移送の為にヘリコプターを使わせるなど、部隊全体にダメージを与えることができた。
他にも、細菌による感染症を狙い、排泄物を塗ることもあった。ワイヤーに引っ掛かると飛び出して串刺しにするといったものもあり、それらに掛かった兵士は見るも無残な姿となったため、アメリカ軍兵士にとって士気を下げるほどのストレスを与えたともされる。なおカンボジア内戦でのポル・ポト派も、これらの罠を多用したが、竹槍ではなく木を尖らせたものを使用した。
パンジ・スティックは現在、1983年発効の特定通常兵器使用禁止制限条約で禁止されており、日本もこれを批准しているため、日本でパンジ・スティックを設置することはできない。

### アメリカ
アメリカ陸軍のサバイバルマニュアル (FM 3-05.70, May 2002) の12-18項は即席の槍を作る方法を説明しており、合わせて竹槍の作り方も図解されている。

## 作り方
竹を削って先をとがらせたタイプの竹槍と、竹を槍の柄として使って穂先としてナイフなどの刃物を結び付けるタイプの竹槍がある。大日本帝国陸軍の制式兵器としての竹槍については後述。

### 戦国時代の竹槍
戦国時代から近代にかけて、農民の一揆や博徒の出入りなどで使われたと考えられている竹槍。
- 長さは4.0m前後。重さは1.8-2.5 kg。
- 先端に槍の穂先を結び付けないタイプの竹槍の場合、竹の先を単純に斜めに削いだものと、槍の穂先状に削ったものがある。
- 肉が厚く、まっすぐな青竹を用いる。
- 竹の根本側を穂先にし、穂先側が直径5cm、手元側が3cm程度が良い。
- 削いだ穂先を強固にするために油を塗って火で焙り、これを繰り返すと切り口に油が浸みて強固な穂先を作ることができる。

### 米陸軍の竹槍
米陸軍兵士が、手持ちの道具がほとんど何もなくなっても、どんな場所からでも生還できるように、米陸軍のサバイバルマニュアルが作り方を指導している、即席の竹槍。穂先に刃を括り付けるタイプの即席の槍は木で作ることもできるが、刃を括り付けないタイプの即席の槍を作るには竹が最適とのこと。ちなみに、竹の穂先にナイフの刃を括り付けるタイプの竹槍を作る場合は、刃を単に括り付けるよりも、竹の先を半分に割って、そこに刃を差し込んで括り付けた方が良いとのこと。
- 青竹のまっすぐな部分を1.2mから1.5mくらいの長さに切り出す。
- 先端を切って刃を作る。先端から8cm-10cmくらいのところから、先端に向けて、斜め45度の角度で切り込みを入れる。
- 先端を削って鋭利にする。この際、竹は内側よりも外側の方が強度が強いので、必ず竹の筒の外側ではなく内側を削るように。
- 先端を火で焙って固くしても可。

## 大日本帝国陸軍における竹槍

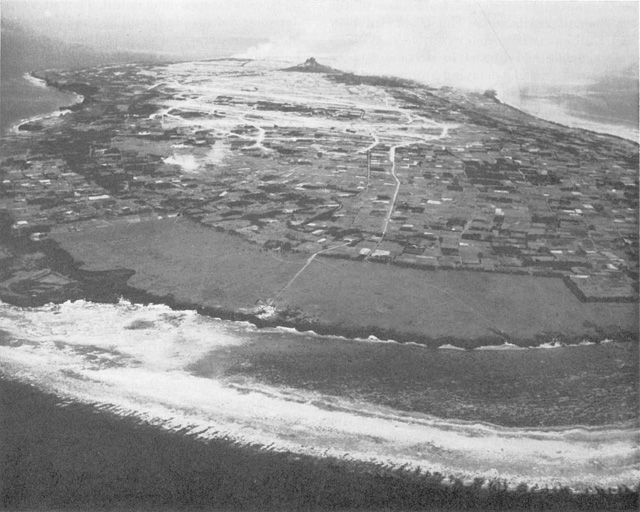
米軍の第5艦隊および艦載機、上陸した第77歩兵師団などに住人が竹槍で立ち向かった伊江島（1945年）。5千人が死亡

第二次世界大戦中の大日本帝国陸軍においては、竹槍が「制式兵器」、すなわち正規の兵器として採用され、実戦で使用された。
まず、1931年(昭和6年)に勃発した満州事変の頃より、教育総監部本部長や陸軍大臣などを歴任した大日本帝国陸軍トップの荒木貞夫が、竹槍を「乏しい軍備の象徴」として盛んに語るようになった。「日本国民全員が日本精神を持ちさえすれば、あとは軍備が乏しくても十分国防が行える」とする論で、その趣旨については、本人が1934年に著した『非常時の認識と青年の覚悟』に詳しい。荒木曰く、「軍事費が非常に余計に掛かっていかぬと言うならば、もう要塞を全部平らにして、兵器を全部しまい込んで、この九千万国民が一致して、人と人との和、皇室と日本道とを戴いてやったらばよい。そうすれば国防の為に竹槍三百万本を揃えておきさえすれば、それでもう沢山だ」 とのこと。荒木陸相は1933年（昭和8年）に来日したバーナード・ショー（当時世界的影響力のあった文化人で、1925年にノーベル文学賞を受賞）にも面会し、各国の軍拡競争をストップするために各国で竹槍戦術を採用するべきだと訴えたことを東京朝日新聞（1933年3月8日付）などが報じている。
竹槍はやがて、「日本精神の象徴」としても用いられるようになった。荒木貞夫陸軍大将は1936年（昭和11年）の講演において、「三百万人の国民が竹槍を持ってよく防ぎよく守る決心あらば、大将自ら指揮して契って国家を守護する」と語っており、その解説によると「三百万人とは国防の第一線に立つ陸海軍人であり、竹槍とは誠心である」 とのこと。このように、少なくとも十五年戦争の初期の時点においては、竹槍はあくまで喩えであり、本当に竹槍を兵器として使うという意味ではなかったと帝国軍人には解釈されていた。しかし荒木のいわゆる「竹槍三百万本論」は、当時のマスコミに幾度も報道されており、神戸又新日報（1932年5月9日付）が「爆弾三勇士」になぞらえて「竹槍三勇士」と評するほどのその扇情的な精神論が、当時の青年団員や在郷軍人の愛国心に訴えかけて「何ほどかの効果を持ったことと思われる」と当時の神戸又新日報も報じており、また荒木は皇道派のシンボルとしても、当時の青年将校らに絶大な思想的影響力があったことは事実である。
1937年(昭和12年)に勃発した日中戦争の頃より、本当に竹槍が実戦で用いられるようになった。ただし、当初はあくまで銃剣の代用品としての位置づけで、輜重・兵站などの後方部隊において補助兵器として竹槍が配分された事例が見られる。銃剣の代用品としての竹槍に関しては、『銃剣術指導必携』（陸軍戸山学校編、1942年）に詳しい。
1942年（昭和17年）より、竹槍は「制式兵器」と位置付けられて規格化され、陸軍兵士に配備された。また竹槍の扱い方も、陸軍の教育を掌る教育総監部によって武術の一つである「竹槍術」として完成され、1942年より全国民に竹槍訓練が行われるに至った。武術としての「竹槍術」の神髄、及び訓練方法に関しては、『竹槍術訓練ノ参考』（教育総監部、1943年）に詳しい。本書では、竹槍の代用品として木槍を使う方法も紹介されている。

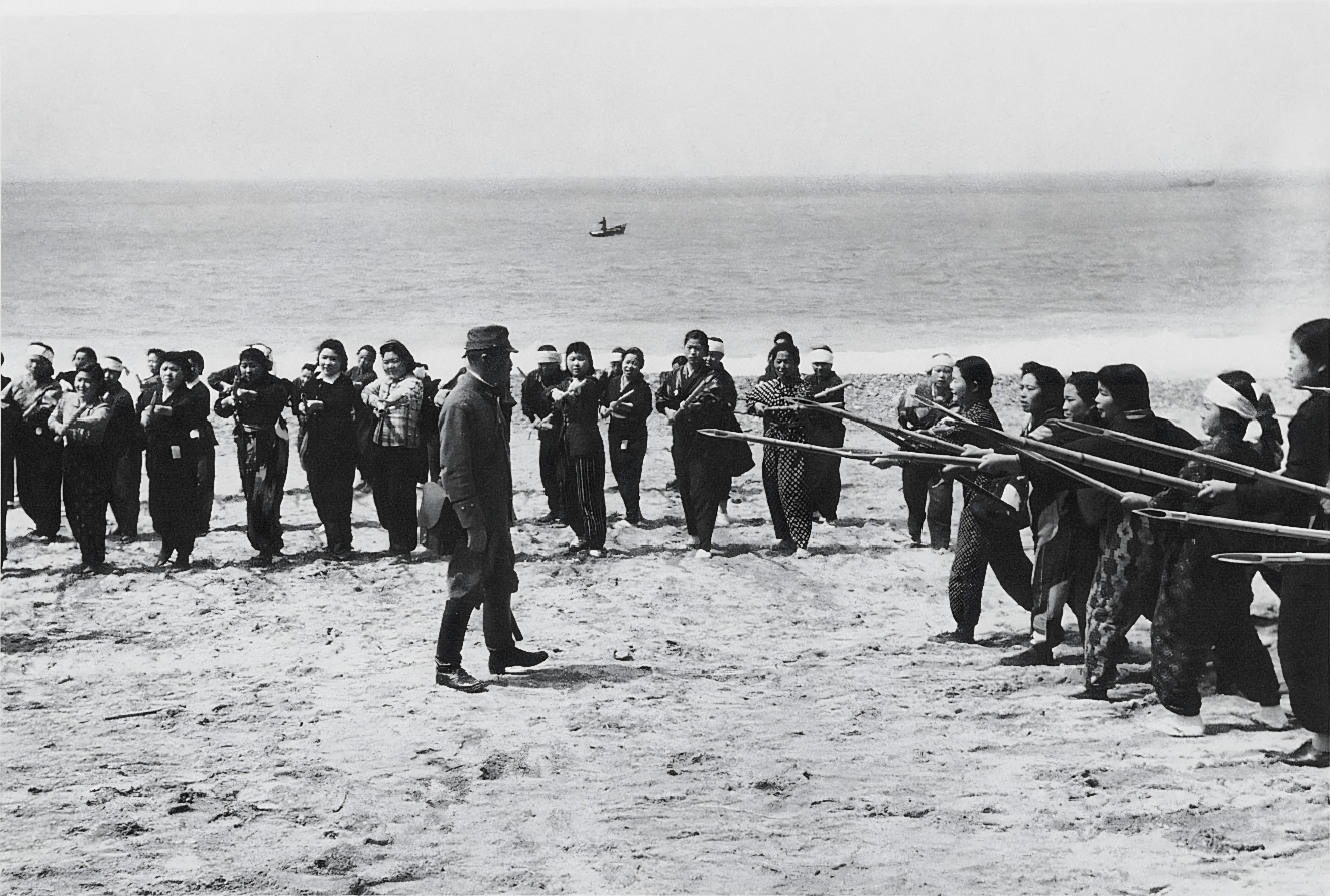
『竹槍訓練』1945年3月、鹿児島県志布志にて。菊池俊吉撮影。

さらに1945年には国民義勇隊が組織され、竹槍は本土決戦のための主要武器の一つと位置付けられた。白兵戦において竹槍を用いてアメリカ人を殺すためのテクニックについては、『国民抗戦必携』(大本営陸軍部、1945年)に詳しい。具体的には、「背ノ高イヤンキー共ノ腹ヲ突ケ、斬ルナ、ハラフナ」とのこと（刀槍の一般的な用い方を解説したものだが、例示されているイラストは明らかに竹槍である。銃を持った敵兵に正面から向かって行き、竹槍を突き刺すと、敵兵のちょうどおへそのあたりに突き刺さり、敵は撃滅する、というのが、1945年当時の大日本帝国の大本営陸軍部が想定した運用方法である）。
竹槍は「制式兵器」（軍から正規に支給される武器）としてだけでなく、「自活兵器」（現地でありあわせの物を使って自作する武器）としても活用された。日本軍においては武器弾薬が尽きた後も、「生きて虜囚の辱めを受けず」（戦陣訓）の教えから降伏せず、敵に対して最後の突撃（バンザイ突撃）を行う慣習があり、その際に持参する武器として、現地に生えている竹を用いて竹槍が制作された。敵側の記録や日本兵の陣中日誌などに多数の例が記載されている。
竹槍術は実戦向けにマニュアルも整備されており、心身の陶冶にも、本土決戦における白兵戦闘兵器としても有効だと1944年当時の陸軍は考えていたが、一方で当時の海軍は「戦争は太平洋で決まる、敵が日本沿岸に侵攻して来た時点ではもう手遅れ」「敵は飛行機（海洋航空機）で攻めてくるが、竹槍では飛行機と戦い得ない」と考えており、海軍の意向をくむ形で毎日新聞の新名丈夫記者が『毎日新聞』（1944年2月23日付）に「竹槍では間に合はぬ 飛行機だ、海洋航空機だ」との記事を載せたところ、東條英機陸相兼首相が激怒。毎日新聞は発禁となり、新名は招集された（竹槍事件）。
1945年の沖縄戦においては、兵士だけでなく本来は非戦闘員であるはずの現地住民や女性まで竹槍や爆弾を持たされて米軍に突撃を行い死亡した。防衛召集によって集められた現地住民を正式には「防衛隊」と言うが、戦闘訓練も受けず、武器も与えられずに竹槍（棒）だけ持たされた姿から自嘲的に「ボーヒータイ（棒兵隊）」とも呼ばれた。沖縄戦における特に悲惨な例の一つとして知られる伊江島の例を挙げると、1945年3月25日から4月16日早朝にかけて第5艦隊による艦砲射撃および艦載の海洋航空機によるナパーム弾の投下が行われ、やはり竹槍では戦い得ずに島の飛行場およびほとんどの建造物は破壊された。4月16日についにアメリカ軍第77歩兵師団が上陸し、伊江島守備隊との戦闘が行われたが、白兵戦においても竹槍はあまり有効であったとは言えない。米兵の腹を突くために竹槍を持って最後の突撃を行っても、ほとんどが米兵に近づく前に射殺されるという欠点があった。また、夜に竹槍などをもって少数で米兵に突撃する「斬り込み」と呼ばれる奇襲も行われたが、日本軍の奇襲は米軍も察知しており、照明弾で照らされて一斉射撃に晒されるため、生きて帰るのも難しかった。わずか5日後の4月21日に伊江島全島が占領され、守備隊と住人を含めて約5000人が死亡した。伊江島守備隊においては、各兵士に配備された竹槍と手榴弾以外にも、大隊に機関銃、中隊に小銃が数丁配備されており、あるいは爆薬を直接持って自爆攻撃を行うなど竹槍以外にも攻撃手段が無いわけではなかったが、第502特設警備工兵隊（約800名、うち半数を義勇召集による地元住民が占める）においては主な任務が飛行場の整備であり、まともな武器が配備されておらず、メインの対抗手段が本当に竹槍を持っての斬りこみしかなかった。「斬り込みで敵兵の元までたどり着き、竹槍を突こうとしたものの、敵に竹槍を掴まれて結局突けなかった」と言う、ある第502特設警備工兵隊隊員による逸話が『定本 沖縄戦』に記載されている。
硫黄島戦の後期、内地から送られて来た補給品を見たら雷管と竹槍だけであったという。大戦末期には極度の物資の窮乏のため、竹の先に青竹で編んだ籠を付けて爆雷の発射装置とした「投射式噴進爆雷」（竹製のパンツァーファウストのようなもの）、竹槍の先に火薬を詰めて爆雷とした「爆槍」、爆槍の末尾に推進火薬を詰めてロケット弾にした「対空噴進爆槍」（竹製のフリーガーファウストのようなもの）など、竹槍を実際に対空兵器や対戦車兵器としたものが考案されている。
『竹槍術訓練ノ参考』など、大日本帝国陸軍兵器としての竹槍に関する軍事資料は、終戦直後の証拠隠滅による破却を逃れたものが、一部は他の軍事機密とともに連合軍に接収され（竹槍は『兵器引渡目録』にも記載されており、本当に竹槍が兵器として連合軍に引き渡された）、現在はアメリカ議会図書館に蔵されている（「米議会図書館所蔵占領接収旧陸海軍資料」）ほか、日本国内にある資料の一部は国立国会図書館や国立公文書館アジア歴史資料センターによってインターネット公開されている。

### 規格
以下は『竹槍術訓練ノ参考』に準拠した。
- 長さ：子供用が1.5m、大人用が1.7m～2m
- 直径：子供用が3.5 cm、大人用が4cm
- 刃の角度：20度（木槍を使う場合は丸く削っても可）
- 刃の強化のために弱火であぶって植物油を塗っても可
- 竹は、生乾きまたは生の物でも可

竹の節をまたぐように切っ先を設けると、強靭とのこと。竹槍の代用品としての木槍の規格は、刃の先を丸く削っても可とする以外は竹槍と同じ。
北原進によると、隣組の訓練では、竹槍の根元に石や土を詰めると強く突き刺すことができると指導されたという。

## 竹槍術
「竹槍術」は、大日本帝国陸軍が1940年代に完成させ、1943年より大日本帝国の国民に教育された武術。竹槍術の「真髄ヲ体得シ必勝ノ信念ヲ養成スル」のための教本である『竹槍術訓練ノ参考』も、教育総監部によって制作された（生徒用と先生用の2種類がある）。なお、国立公文書館アジア歴史資料センターがネット公開している「竹槍術訓練の参考」は、帝国在郷軍人会台北支部が複写・頒布したものが、戦後に防衛省防衛研究所に収蔵されたもので、「竹槍術」は台湾や朝鮮など当時は日本だった諸地域でも教育されていた。
『竹槍術訓練の参考』は冒頭に「白兵戦ハ使術簡単ニシテ精練ナルモノ克ク勝ヲ制ス」との言があり、竹槍は明確に白兵戦のための「兵器」と位置付けられているが、同時に「銃代用」としての面や「心身ノ訓練陶冶」など、竹槍術の教練を通じた教育的要素も重視されている。
竹槍術においては「刺突」がもっとも重要視され、「気・槍・体」が一致していないと正しい刺突が行えないとされる。また、「一突必殺」と言う、精神的要素も重視されている。
なお、古武道における「竹槍術」には、「槍術」に「薙刀術」の要素も取り入れられ、敵を刺突するだけでなく、敵を押さえたり薙ぎ払ったりと言った実戦的要素が高められたものもあるが、教育総監部式の「竹槍術」は、そのような武道の達人ではなく老人・女性・小学生などの銃後の国民に対して、在郷軍人などが本土決戦が迫る中で短時間で白兵戦の教練を行うための物であるため、「一突必殺」だけである。
インドネシアに進出した日本軍が現地の人々に竹槍術を教えるために制作された、日本映画社ジャカルタ製作所による教育映画『TAKEYARI JUTSU Pemakaian Tombak bamboe』（1943）が存在する。竹槍を規格通りにメジャーで測って正確に裁断したり、竹槍の先を火で焙って固くしたり、屈強な日本兵が「突撃にぃー、進めッ！」の合図とともに大きな声を出しながら撃突台（竹槍訓練の時などに使う稽古用の的。軍教品として市販されていた）を次々と竹槍で刺していく様子など、『竹槍術訓練の参考』に書いてある通りのことだが、竹槍術の実際が映像で記録されている。ちなみに「Pemakaian Tombak bamboe」とはマレー語で「竹槍術」の意味。

## 爆竹槍（爆槍）
第二次世界大戦末期の日本では「対人用爆竹槍」（爆槍）という兵器が実在した。簡単に言うと竹槍の先に爆薬を詰めたものである。
陸軍技術研究所によって考案され、配備された自活兵器のひとつ。2メートルほど長さの竹筒の先端に爆薬と簡易信管を装着し、これで敵を突くと先端が爆発して敵を殺傷するという自爆兵器である。本来の刺突爆雷は棒の先に爆雷を付けた物であるが、物資の窮乏のため爆雷を用意できず、竹筒の先に直接爆薬と信管を詰めた。爆薬はダイナマイト、安全装置は厚紙などの有り合わせの物を使い、信管も釘や針金などで自作した撃針を雷管に付けただけの簡単な構造であった 。運用法は竹槍術に準ずる。
また実戦で使用されたかは不明であるが、爆槍を巨大な弓矢で飛ばす兵器や、爆槍の末尾に推進火薬を詰めてロケット弾にした「対空噴進爆槍」という対空兵器まで考案されていた 。ナチス・ドイツ製の携帯用対空ロケット砲フリーガーファウストに近い運用法であったと見られる。
なお、このように物資が窮乏する中で正規の兵器に対抗するためにありあわせの物やガラクタで作った兵器全般を自活兵器といい、大戦末期の日本軍では陸軍技術研究所をはじめ、各部隊単位でもいくつも試行錯誤していた。陸軍技術研究所は竹で作った爆槍の他にも、簡易投擲器である弩弓、和紙とコンニャク糊で作った大陸間兵器である風船爆弾など数々の兵器を開発している。なお、前述の通り「竹槍」自体は「自活兵器」ではなく、陸軍で正式に採用された「制式兵器」である。